# (32435) 2000 RZ96
2000 RZ96 (asteroide 32435) é um asteroide troiano de Júpiter. Possui uma excentricidade de 0.12594140 e uma inclinação de 21.71123º.
Este asteroide foi descoberto no dia 5 de setembro de 2000 por LONEOS em Anderson Mesa.